# Бахарев, Геннадий Сергеевич
Генна́дий Серге́евич Ба́харев (укр. Геннадій Сергійович Бахарєв; род. 7 июня 1963, Симферополь, Украинская ССР, СССР) — крымский политик, глава администрации города Симферополя (2014—2017).

## Биография
Окончил Таврический национальный университет имени В. И. Вернадского по специальности «Финансы и кредит».
С августа 1980 года по ноябрь 1981 года работал слесарем-сборщиком радиоаппаратуры и слесарем-инструментальщиком на симферопольском заводе телевизоров «Фотон».
С ноября 1981 года по декабрь 1983 года проходил службу в Вооруженных Силах СССР.
В 1984-1990 годах продолжил работать в должности слесаря-инструментальщика на симферопольском заводе телевизоров «Фотон». С 1990 года по 1996 год работал в кооперативе «Молот» (Симферополь). Прошел путь от слесаря до начальника производства с дальнейшим назначением председателем кооператива. В 1997-1999 годах работал в должности заместителя генерального директора СП «Симплекс ЛТД» (Симферополь), затем был назначен генеральным директором предприятия.
С 2000 по 2004 год занимал должность заместителя директора по коммерции и маркетингу Краснопартизанского винзавода. В 2004-2005 годах работал инженером-механиком в ООО Агрофирма «Золотая Балка» (Севастополь). С 2005 по 2006 год занимал должность заместителя директора ЗАО «Бердянский винодельческий завод».
В 2006 году работал в должности заместителя председателя Железнодорожного районного совета по вопросам деятельности исполнительных органов совета города Симферополя. В 2006-2014 годах — депутат Железнодорожного районного совета Симферополя V, VI созывов. В декабре 2006 года был назначен председателем Железнодорожного районного совета.
С мая по сентябрь 2014 года занимал должность председателя Симферопольской районной государственной администрации. С сентября 2014 года — исполняющий обязанности главы администрации города Симферополя. 18 ноября 2014 года избран на должность главы администрации города Симферополя. В марте 2016 года в исследование «рейтинге мэров» центра информационных коммуникаций «Рейтинг» Бахарев занял 84 место из 88 участников. В августе 2017 года покинул должность руководителя администрации города. Одним из главных объектов критики Бахарева за время его правления стала реконструкция центра города.
Женат, двое детей.

## Награды
- Благодарность Председателя Совета министров Автономной Республики Крым (2010)[5];
- Почётное звание «Заслуженный работник местного самоуправления в Автономной Республике Крым» (2011 год)[6];
- Медаль Республики Крым «За доблестный труд» (июль 2015 года) — за многолетний добросовестный труд, высокий профессионализм, активную жизненную позицию[7];
- Медаль «За офицерскую честь» (ООО «Офицеры России», июнь 2015 года) — за систематические действия, направленные на воспитание патриотизма среди населения и возрождение лучших традиций российского офицерства[8];
- Знак отличия «Медаль Святого Георгия» (Пр. № 707 от 7 декабря 2016 года) — за мужество, проявленное в период «Крымской весны», защиту конституционных прав крымчан в период подготовки и проведения Всекрымского Референдума о статусе и государственной принадлежности Республики Крым, за выдающиеся заслуги в сохранении памяти о Народном ополчении, постоянную помощь в решении вопросов военно-патриотического воспитания молодежи[9];
- Медаль «Воссоединение Крыма и Севастополя с Россией» (РООВ ОВД и ВВ МВД по Республике Крым, май 2017 года)[10].